# Mistrzostwa Świata w Kolarstwie Torowym 1955
52. Mistrzostwa Świata w Kolarstwie Torowym 1955 odbyły się we włoskim Mediolanie. Rozegrano pięć konkurencji: sprint zawodowców i amatorów, wyścig na dochodzenie zawodowców i amatorów oraz wyścig ze startu zatrzymanego zawodowców.

## Medaliści

### Mężczyźni
| Konkurencja                                   | Złoto             | Srebro           | Brąz             |
| --------------------------------------------- | ----------------- | ---------------- | ---------------- |
| Sprint indywidualny amatorów                  | Giuseppe Ogna     | Jorge Bátiz      | John Tresidder   |
| Wyścig indywidualny na dochodzenie amatorów   | Norman Sheil      | Peter Brotherton | Leandro Faggin   |
| Sprint indywidualny zawodowców                | Antonio Maspes    | Oscar Plattner   | Arie van Vliet   |
| Wyścig indywidualny na dochodzenie zawodowców | Guido Messina     | René Strehler    | Wim van Est      |
| Wyścig ze startu zatrzymanego zawodowców      | Guillermo Timoner | Walter Bucher    | Giuseppe Martino |

## Klasyfikacja medalowa
| Miejsce | Państwo         |   |   |   | Razem |
| ------- | --------------- | - | - | - | ----- |
| 1.      | Włochy          | 3 | 0 | 2 | 5     |
| 2.      | Wielka Brytania | 1 | 1 | 0 | 2     |
| 3.      | Hiszpania       | 1 | 0 | 0 | 1     |
| 4.      | Szwajcaria      | 0 | 3 | 0 | 3     |
| 5.      | Argentyna       | 0 | 1 | 0 | 1     |
| 6.      | Holandia        | 0 | 0 | 2 | 2     |
| 7.      | Australia       | 0 | 0 | 1 | 1     |